# Малюк-каратист (франшиза)
«Малюк-каратист» (англ. The Karate Kid) — американська медіафраншиза про бойові мистецтва створена сценаристом Робертом Марком Кеменом.

## Фільми
| Фільм               | Дата виходу    | Режисер           | Сценарист         | Історія           | Продюсер                                       |
| ------------------- | -------------- | ----------------- | ----------------- | ----------------- | ---------------------------------------------- |
| Малюк-каратист      | 22 червня 1984 | Джон Евілдсен     | Роберт Марк Кемен | Роберт Марк Кемен | Джеррі Вайнтрауб                               |
| Малюк-каратист 2    | 20 червня 1986 | Джон Евілдсен     | Роберт Марк Кемен | Роберт Марк Кемен | Джеррі Вайнтрауб                               |
| Малюк-каратист 3    | 30 червня 1989 | Джон Евілдсен     | Роберт Марк Кемен | Роберт Марк Кемен | Джеррі Вайнтрауб                               |
| Малюк-каратист 4    | 12 серпня 1994 | Крістофер Кейн    | Марк Лі           | Марк Лі           | Джеррі Вайнтрауб                               |
| Карате Кід          | 11 червня 2010 | Гарольд Цварт     | Крістофер Мерфі   | Роберт Марк Кемен | Вілл Сміт, Кен Стовітз,Джада Пінкетт-Сміт      |
| Карате Кід: Легенди | 30 травня 2025 | Джонатан Ентвістл | Роб Лайбер        | Роб Лайбер        | Karen Rosenfelt, Вілл Сміт, Джада Пінкетт-Сміт |

### Малюк-каратист (1984)
В одній зі шкіл Лос-Анджелеса з'являється нове́нький — підліток Деніел. Він прибув зі східного узбережжя разом зі своєю матір'ю. Нелегко завести друзів на новому місці, де ти не знаєш нікого, а надто в школі, де керує жорстока банда каратистів Кобра. Попри свій юний вік, члени банди дуже небезпечні, вони жорстоко «жалять» кожного, хто їм небажаний. До списку недого́дних потрапляє також і Деніел після того, як він знайомиться і заводить дружні стосунки з колишньою дівчиною ватажка Кобри. Члени банди б'ють новачка. Деніел жадає помсти і водночас хоче справити враження на свою нову дівчину. Він звертається до майстра східних єдиноборств Міяґі з проханням навчити його карате.

### Малюк-каратист 2 (1986)
Учитель карате Міягі покидає Лос-Анджелес і їде на Окінаву до свого вмираючого батька. Деніел супроводжує його під час поїздки. Там Міяґі зустрічає свого давнього ворога, а Денієл — наживає нового.

### Малюк-каратист 3 (1989)
Майстер бойових мистецтв Міяґі, його послідовник Деніел та інші учні здобувають переконливу перемогу над школою карате Кріза. Кріз виношує план помсти і клянеться помститися Міяґі і Деніелу. Він звертається за допомогою до свого старого армійського приятеля Террі, з яким вони разом служили у В'єтнамі.

### Малюк-каратист 4 (1994)
Містер Міяґі бере до себе на виховання і навчання дівчину. Його нова учениця — онучка американського солдата, який врятував Міяґі життя під час Другої світової війни.

### Карате Кід (2010)
Римейк фільму 1984.Історія розповідає про 12-річного Дре Паркера із Детройта, штат Мічиган, який переїжджає до Пекіна, Китай, зі своєю овдовілою матір'ю Шеррі і стикається з хуліганом-сусідом Ченом. Він знаходить малоймовірного союзника у вигляді старого різнороба містера Хана, майстра кунг-фу, який навчає його секретах самозахисту.

### Карате Кід: Легенди (2025)
Після сімейної трагедії юний майстер кунг-фу Лі Фан змушений покинути свій дім у Пекіні й переїхати до Нью-Йорка разом із матір’ю. Лі намагається залишити минуле позаду та знайти своє місце серед нових однокласників. Та, хоча він не хоче битися, неприємності переслідують його всюди. Коли новому другу потрібна його допомога, Лі бере участь у змаганнях з карате – але однієї майстерності недостатньо для перемоги. Вчитель Лі, містер Хан, звертається по допомогу до справжнього Карате Кіда – Даніеля ЛаРуссо. Тож, Лі відкриває для себе новий підхід до бою, поєднуючи два стилі в один для вирішального поєдинку у світі бойових мистецтв.

## Телесеріали

### Малюк-каратист (1989)
У цьому анімаційному дитячому телесеріалі святиню з містичними властивостями було викрадено з Окінави. Деніелю та містером Міягі доручено знайти святиню та повернути додому. Персонажів не озвучували оригінальні актори фільму, хоча Пет Моріта озвучив початкову оповідь.

### Кобра Кай (2018——2025)
Події серіалу розгортаються за 34 роки з моменту подій першої частини фільму, однак, на відміну від фільму, сюжет обертається навколо Джонні, а не Деніела. Джонні вирішує відновити карате-доджьо «Кобра Кай», та продовжити колишнє суперництво з Деніелом.